# Dějiny Dánska

Státní znak Dánska

Dějiny Dánska jako sjednoceného království začínají v 8. století, historické prameny popisující dánské území a jeho obyvatele, Dány, však sahají až na počátek 6. století. Mezi tyto rané dokumenty patří spisy historiků Jordanese a Prokopia. Přijetí křesťanství Dány v roce 960 naznačuje existenci svrchované královské moci nad dánským územím. Od panovníků této doby, jako byl Gorm Starý nebo Harald Modrozub, odvozuje svůj původ i současný vládnoucí rod, což činí dánskou monarchii nejstarší v Evropě.
Dánské dějiny značně ovlivnila jeho zeměpisná poloha mezi Severním a Baltským mořem, strategicky a hospodářsky významné umístění mezi Švédskem a Německem, uprostřed jejich vzájemných bojů o kontrolu Baltského moře (dominium maris baltici). Dánsko dlouhodobě soupeřilo se Švédskem o nadvládu nad jihošvédskou oblastí Skånelandene a s Německem o ovládnutí Šlesvicka (dánské léno) a Holštýnska (německé léno).
Dánsko nakonec v těchto soubojích prohrálo a bylo nuceno nejdříve odstoupit Skåneland Švédsku a později Šlesvicko-Holštýnsko Německému císařství. Po osamostatnění Norska roku 1814 si Dánsko udrželo staré norské kolonie – Faerské ostrovy, Grónsko a Island. Během 20. století získal Island nezávislost, zatímco Grónsko a Faerské ostrovy se staly integrální součástí Dánského království. Roku 1920 se po plebiscitu k Dánsku znovu připojilo Severní Šlesvicko. Za druhé světové války bylo Dánsko okupováno nacistickým Německem a v roce 1945 osvobozeno britskou armádou. Po válce Dánsko vstoupilo do OSN a roku 1949 se stalo jedním ze zakládajících členů NATO.

## Prehistorické Dánsko
Lidé žili na území dnešního Dánska už před více než 100 000 lety, ale byli pravděpodobně nuceni na čas opustit toto území kvůli ledovci, který pokryl krajinu během doby ledové. Předpokládá se, že lidé zde trvale žijí až od období kolem roku 12 000 př. n. l. Zemědělství se zde pak začalo praktikovat okolo roku 3000 př. n. l.
Severská doba bronzová se v Dánsku značí pohřbíváním mrtvých společně s jejich majetkem do mohyl a také z tohoto období pochází mnoho dolmenů a kamenných hrobek objevených na dánském území. Mezi mnoha dalšími nálezy z této doby najdeme i krásné bronzové náboženské artefakty, hudební nástroje a také důkazy raného rozvrstvení společnosti do tříd.
Během předrománské doby železné (4. – 1. století př. n. l.) se klima v Dánsku a jižní Skandinávii začíná ochlazovat a zvlhčovat, což značně ovlivňuje zemědělství a nutí místní obyvatelek k odchodu do jižněji položených míst na území dnešního Německa. V této době také lidé začali těžit železo a dále ho zpracovávat. Známky silného vlivu kmenů Keltů na původní obyvatele Dánska a obyvatele dalších území ve Skandinávii se odráží v některých starších územních názvech.
Římské provincie ovlivňují život a hlavně obchod v Dánsku, přestože se jejich hranice zastavily před jeho územím. Toto je dokázáno několika nálezy římských mincí na území Dánska. První známé runové nápisy se datují do období okolo roku 200 př. n. l.. Vyčerpání zemědělské půdy v jižnějších částech Evropy v 1. století př. n. l. vede ke zvýšení populace v oblasti Skandinávie a k zvyšování počtu konfliktů mezi germánskými kmeny a římskými osídlenci v oblasti Galie. V nálezech na území Dánska jsou běžné hlavně římské artefakty z období 1. století, což zřejmě značí, že část dánské vojenské šlechty slouží v římské armádě. Jedněmi z nejcennějších nálezů z tohoto období jsou nálezy velice dobře zachovaných těl, která se uchovala díky utopení dané osoby v bažině. Díky těmto nálezům se dozvídáme velice cenné informace o životě v té době v Dánsku.

### Germánská doba železná
Materiální kultura severní Evropy během tzv. stěhování národů v 5. – 7. století se nazývá Germánská doba železná. Mezi nejznámější pozůstatky této doby můžeme zařadit „rašelinové mrtvoly“, mezi kterýmiž jsou nejlépe zachovaná těla dvou uškrcených mužů. Dle historických předpokladů v tomto období ze Švédska do Dánska přichází kmen Dánů, jehož potomci žijí v Dánsku dodnes.

## Středověk

### Nejstarší písemné památky
Za nejstarší dánské písemné památky jsou považovány Widsith a Beowulf, dva známé hrdinské eposy, a kronikářské dílo Saxo Grammatica (žijícího kolem roku 1200), který například zpracoval i příběh o Hamletovi.

### Vikingové
Lidé známí jako Vikingové obývali většinu území Dánska od 8. do 11. století. Měli daleko komplikovanější sociální strukturu než většina předcházejících obyvatel Skandinávie a proslavili se hlavně loupežnými výpravami na lodích zvaných drakkary, které podnikali prakticky do celé Evropy. Během doby Vikingů se Dánsko rozléhalo na Jutském poloostrově, Zélandském ostrově, jižní částí dnešního Švédska (Skåneland) a na počátku 11. století ještě král Knut Veliký na skoro 30 let připojil Anglii.

### Formování dánského státu a jeho christianizace

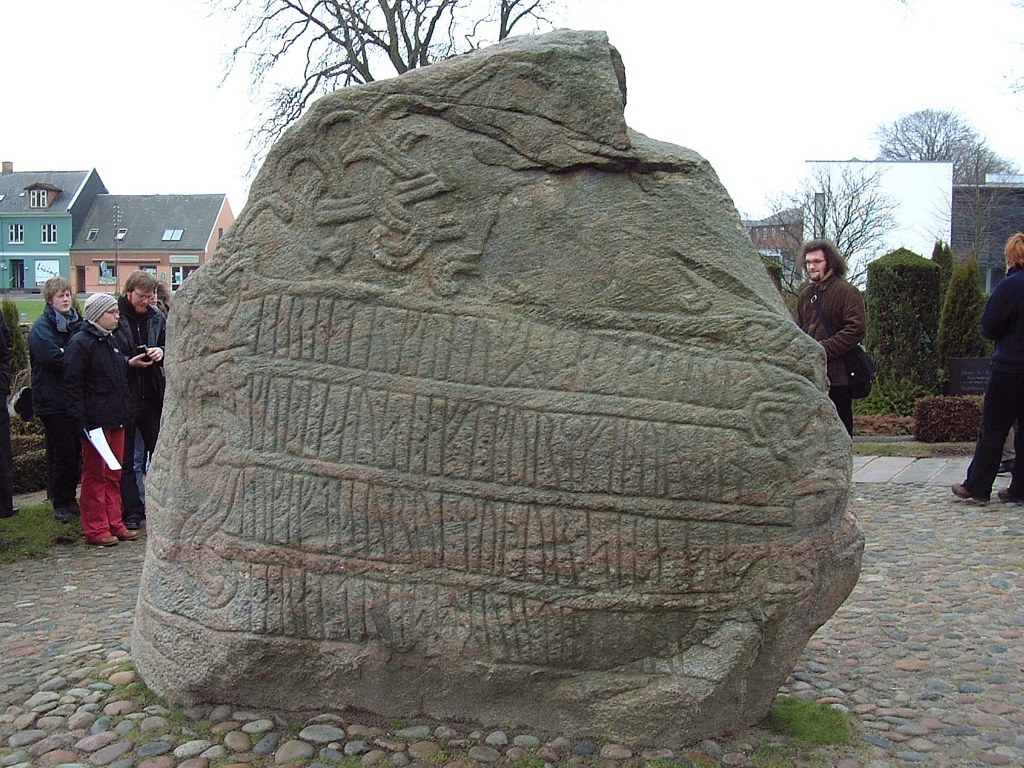
Kameny v Jellinge označované za křestní list Dánska

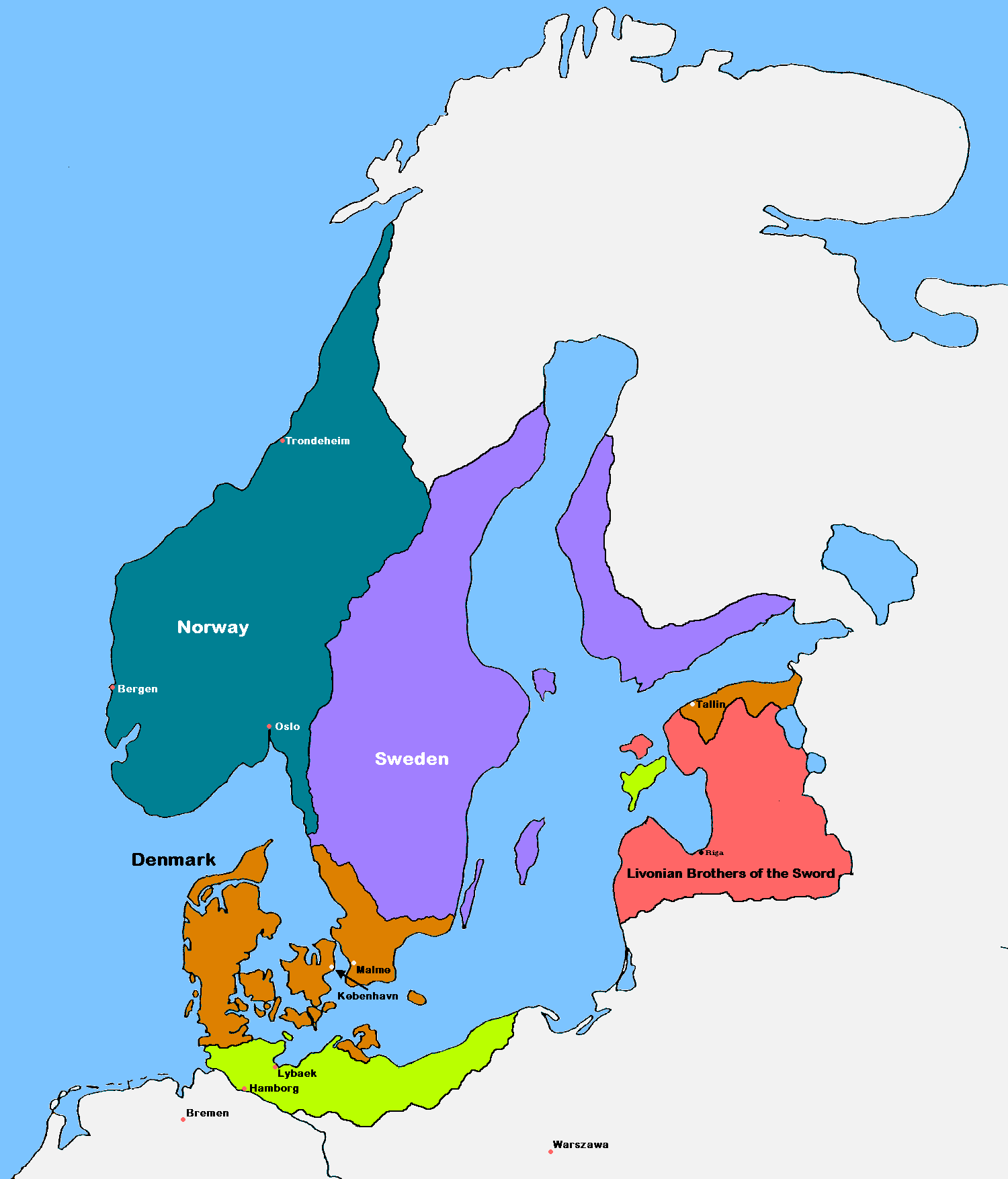
Skandinávie v roce 1219; žlutě jsou na mapě označena Dánskem vybojovaná území, estonský ostrov Saaremaa a část severního Německa

Prvním historicky doloženým panovníkem na dánském území byl Godfred, který vládl v době Karla Velikého, jenž se pokoušel proniknout na poloostrov, a byl jeho vážným protivníkem. Za prvního opravdu důležitého panovníka pak můžeme označit vikinského válečníka Hardegona, který koncem 9. století dobyl Jutský poloostrov, ale i přesto existovalo na území dnešního Dánska mnoho drobných království. Prvním, kdo se snažil o jejich sjednocení, byl Hardegonův syn Gorm (později označován jako Gorm Starý) z dynastie Skioldungů, který měl sídlo Jellinge v Jutsku. Předpokládá se, že kolem roku 980 dokončil Gormův syn Harald I. Modrozubý sjednocování dánského území. Přibližně ve stejné době pak Dánsko navštívili němečtí misionáři, kteří podle legendy prošli zkouškou ohněm, čímž přesvědčili Haralda konvertovat ke křesťanství (965). Nové náboženství, které teprve během staletí nahradilo původní severskou mytologii, mělo mnoho výhod pro krále, například ho opravňovalo k zavrhnutí mnoho jeho odpůrců, kteří byli přívrženci původní severské mytologie. Křesťanství také znamenalo určitou podporu od Svaté říše římské.
Po smrti Knuta Velikého v roce 1035 se Anglie od Dánska odtrhla a to se dostalo do krize. Po smrti Knutova syna Knuta III., který byl zabit při lidovém povstání, dokonce ovládl Dánsko na pět let (1042–1047) norský král Magnus Dobrý. Z této situace Dánsko vysvobodil až Knutův synovec Svend Estridsen, který znovu získal plnou moc nad územím Dánska. Vybudoval si také velice přátelské vztahy s brémským arcibiskupem, který byl v té době arcibiskupem zodpovědným za celé území Skandinávie.
Na počátku 12. století bylo v Dánsku zřízeno arcibiskupství v Lundu, což zemi dávalo církevní moc nad celou Skandinávií. Nedlouho poté vznikla arcibiskupství také v Norsku i Švédsku, což jim zajistilo církevní nezávislost na Dánsku. Ve 12. století vypukl v Dánsku krvavý boj o královský trůn - válčili mezi sebou největší feudálové. Postupně vykrystalizovali tři kandidáti na trůn - Valdemar I., Knut Magnussen a Sven III. Grathe, všichni z rodu Estridsenů. Až roku 1157 došlo k jednání v Roskilde, které mělo vést ke stabilizaci poměrů. Tato schůzka je však známa jako krvavá, protože Sven III. své soky napadl, Knut Magnussen byl zabit, ale Valdemar prchnul. Ještě v roce 1157 porazil Valdemar I. v bitvě na Grathe hede Svena III., který v bitvě padl a Valdemar I. Veliký tak získal kontrolu nad celým královstvím, stabilizoval ho a reorganizoval jeho správu. Během Valdemarovy vlády byl postaven hrad ve vesničce Havn, což nakonec vedlo k vybudování Københavnu (česky Kodaně), dnešního hlavního města. Společně s biskupem Absalonem pak Valdemar vybudoval z Dánska největší velmoc v oblasti Baltského moře, která mohla soupeřit s německou Hanzou, vévody z Holštýnska a Řádem německých rytířů v obchodě, území i nadvládě nad Baltským mořem.
Po Valdemarově smrti vládli jeho synové Knut VI. a Valdemar II. Vítězný.
Valdemar II. byl jedním z nejvýznamnějších dánských králů - během jeho vlády dosáhla dánská expanze svého vrcholu a Dánsko mělo vliv na celou oblast Baltu, hlavně Estonska. Na podporu této expanze došlo k přesunu moci z Jutska na Sjalland. Valdemar II. ovládl Holštýnsko, potvrdil vládu nad Šlesvikem a 15. června 1219 dobyl Estonsko v bitvě u Lindanise (dnešní Tallinn). Během této bitvy podle pověsti spadla z nebe dánská vlajka. V roce 1225 pak byl Valdemar II. se synem zajat Jindřichem Zvěřínským, původcem tohoto zajetí byl však císař. Na podporu propuštění Valdemara vystupoval i papež Honorius III. a tak ho císař pod podmínkou vzdání se Holštýnska propustil. Ovšem už v prosinci 1225 byla smlouva Valdemarem prohlášena za neplatnou a Dánové začali sbírat vojsko. Jejich spojencem se stal rod Welfů a v roce 1227 došlo mezi oběma stranami k bitvě u Bornhövedu, v níž byl Valdemar kvůli zradě sedláků poražen a také přišel o oko. Tato bitva znamenala konec jeho snah o rozšíření území.
K českým dějinám má Valdemar II. vztah prostřednictvím své ženy Markéty (při svatbě přijala jméno Dagmar Dánská), dcery Přemysla Otakara I.

### Problémy krále
Král měl problémy udržet moc nad královstvím hlavně kvůli sílící moci šlechty a církve. Dlouhý čas byly vztahy krále a římského papeže velice vlažné. Na konci 13. století byla královská moc stále na ústupu a tak se šlechtě podařilo donutit krále k podepsání první dánské ústavy. Ze slabosti dánského krále měli užitek i německá Hanza a vévodové z Holštýnska - poslední jmenovaní získali kontrolu nad velkým územím Dánska, protože král jim musel ručit svým lénem při výměně peněz k jejich finančním operacím. Následkem toho byl král ve 20. letech 14. století prakticky bez území, protože byl vázán mnoha sliby těmto hrabatům.
Dánské království stále upadalo a tak přešlo území Skåne na čas pod správu švédského krále. V roce 1340 pak trůn připadnul Valdemaru Atterdagovi (přízvisko můžeme přeložit jako „nový den“), vládnoucímu jako Valdemar IV. Dánský, který byl velice schopným politikem a podařilo se mu znovu sjednotit Dánské království, když postavil vévody proti sobě navzájem. Černá smrt objevivší se v Dánska během Valdemarovy vlády, také podpořila jeho snažení. Dále pak Valdemar IV. usiloval o další rozšíření dánského území, což se mu dařilo až do roku 1360, kdy se dostal do otevřeného konfliktu s Hanzou. K její nelibosti totiž obsadil Gotland s městem Visby, jež bylo důležitým obchodním centrem. Spojenectví Hanzy a Švédského království uzavřené kvůli napadení Dánska, zažilo ostudnou porážku, když dánské vojsko ukořistilo velké území pod držením Hanzy, které jí bylo vráceno až po zaplacení značné sumy peněz. Naštěstí pro Hanzu se Jutská šlechta vzbouřila proti vysokým daním vybíraným kvůli expanzivním válkám v oblasti Baltského moře a donutila v roce 1370 krále k odchodu do exilu. Poté po léta Hanza kontrolovala většinu pevností mezi Sjællandem a Skåne.

### Markéta I. a Kalmarská unie

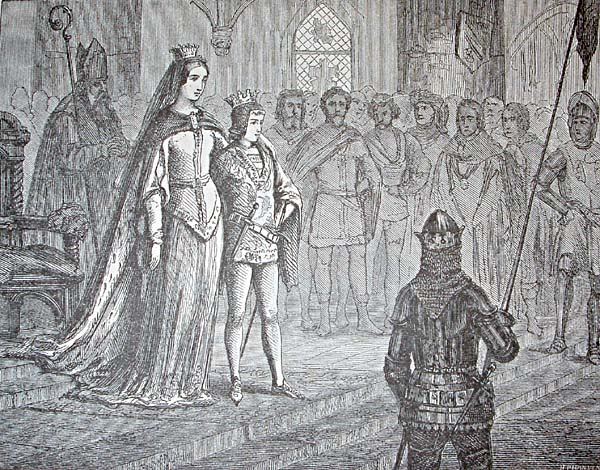
Korunovace Erika Pomořanského králem severských zemí 17. června 1397

Markéta I. byla dcerou Valdemara IV., provdanou za Haakona VI., krále Norska, díky čemuž byla spojena obě království a byla tu i možnost k připojení Švédského království, protože Haakon byl příbuzensky spřízněn se švédskou královskou rodinou. Původně měl nad všemi třemi královstvími vládnout Markétin syn Olaf III., ale kvůli jeho brzké smrti se vlády ujala ona. Během jejího života byla všechna tři království sjednocena pod názvem Kalmarská unie, oficiálně založené v roce 1397. Tato unie obsahovala mimo území Norska, Švédska a Dánska i Faerské ostrovy, Grónsko, Island a většinu území dnešního Finska.
Následník Markéty, Erik VII. Pomořanský, nebyl tak schopným politikem jako ona a tak jeho vláda vedla k formálnímu rozpadu Kalmarské unie. Nicméně stále tu existovalo nadšení pro myšlenku unie a tak se Kryštof Bavorský, vzdálený příbuzný Erika Pomořanského, snažil o své zvolení králem ve všech třech královstvích, aby mohl znovu sjednotit Skandinávii. To se mu podařilo, ale mezi švédskou šlechtou začala stále více růst nelibost k nadvládě Dánska a tak se unie znovu brzy stala jen formální unií bez praktického významu. Na počátku 16. století se k moci dostal Kristián II., autor citátu „Pokud klobouk na mé hlavě ví, co si myslím, sundám ho a odhodím.“. Jak je z citátu patrné i on byl zastáncem šíření machiavelistické politiky. Kristián II. obsadil Švédsko a pokusil se znovu vybudovat unii, k čemuž mu měla pomoci i poprava 100 vůdců švédských odpůrců unie, jež je dnes známa jako Stockholmská krvavá lázeň. Tento čin zlikvidoval jakékoli další naděje na sjednocení Skandinávie.
Následkem úplného odtržení Švédska z Kalmarské unie v roce 1521 se v Dánsku a Norsku rozhořela občanská válka a dochází zde k náboženské reformaci. Když se věci uklidnily byla Rada Dánska (Rigsrådet) oslabena a Rada Norska byla zcela zrušena a tak byla obě království spojena v personální unii známé jako Dánsko-Norsko. Norsko si ponechalo právo rozhodovat o některých složkách vlády jako suverénní stát takže mělo vlastní měnu, armádu i předsedu nejvyššího soudu. Jako dědičné království byl status Norska odlišný od dánského, což bylo výhodné pro norskou královskou rodinu v boji o dánský trůn. Obě království zůstala spojena až do roku 1814.

## Novověk

### Reformace
Reformace, která se zrodila v Čechách a v myšlenkách Jana Husa pokračoval o sto let později v Německu Martin Luther, měla velký vliv na obyvatele Dánska. I dnes je Dánská národní církev odnoží protestantského luteránského náboženství. Reformace byla v Dánsku zavedena v roce 1536 a jako jinde v Evropě bylo rozšíření protestantismu možné hlavně silnou kombinací lidového nadšení pro reformaci církve a nadšení vlády pro možnost nezávislosti na Římu. Velkou výhodou nezávislosti na Římu bylo totiž převedení veškerých církevních pozemků do majetku krále, čímž se rozloha královských držav zvětšila více než třikrát.
Stejně jako jinde v Evropě v Dánsku rostla nespokojenost s pravidly římské církve a na počátku 30. let 16. století byli lidé podněcováni k napadání klášterů a kostelů. Když v roce 1533 zemřel Frederik I., dostala zemi do správy biskupská rada a ta odmítla přijmout zvolení jeho syna Kristiána za krále, jelikož se obávala, že přijme luteránské náboženství. Ozbrojená opozice složená ze šlechty a starosty Lübecku je však donutila Kristiána přijmout. Brzy po jeho zvolení jako Kristiána III. pak byla většina církevních majetků zkonfiskována, aby mohlo být zaplaceno armádám, které Kristiánovi pomohly v jeho boji s biskupskou radou, a kněží byli donucení konvertovat k luteránství. Dánsko se brzy stalo jednou z hlavních opor luteránského náboženství a 17. století se stalo časem ortodoxního prosazování luteránství, jakékoliv náznaky prosazování dalších protestantských náboženství jako je kalvinismus či učení Ulricha Zwingliho byly tvrdě trestány.

### Novověká politika

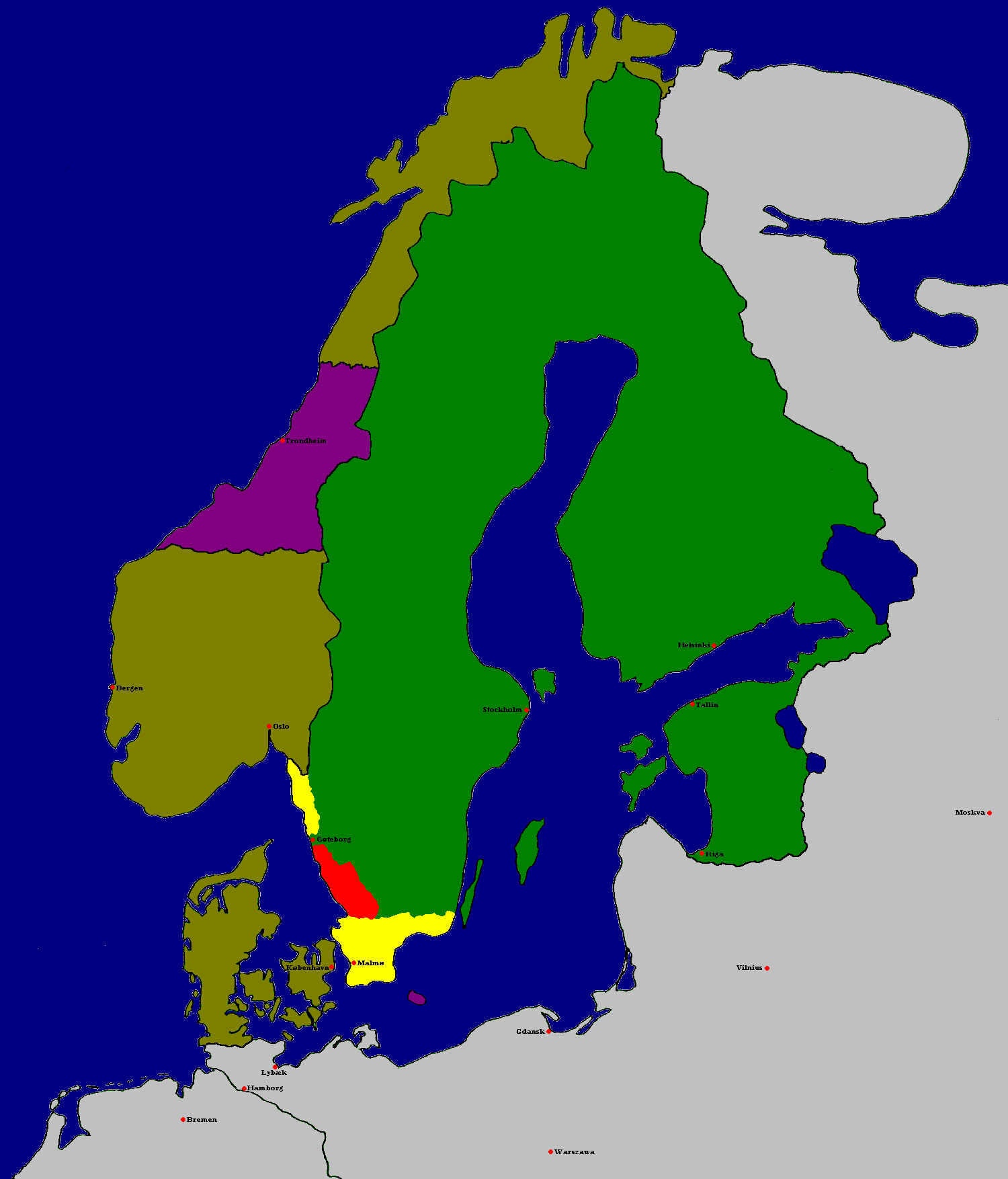
Dánsko-Norsko po Roskildském míru; červeně je označen Halland postoupený Švédsku již během třicetileté války, žlutě provincie Skåne, Blekinge a Bohuslän, fialově povstalecké provincie navrácené pod dánské právo roku 1660

Dánsko během 16. století bohatě vzkvétalo hlavně díky zvyšující se dopravě přes úžinu Sund, na které bylo zavedeno mýtné, protože Dánsko kontrolovalo obě její strany. Také obchod s obilím z Polska do Nizozemska a zbytek Evropy výrazně stoupal a tak dánští králové rozhodně neváhali zpoplatnit ho. Dánská ekonomika také profitovala z Osmdesátileté války v Nizozemí, protože velký počet kvalifikovaných odborníků z této oblasti se rozhodl utéct právě do Dánska. To pomohlo k modernizaci mnoha aspektů dánské společnosti a k utvoření mnoha důležitých obchodních cest mezi Nizozemskem a Dánskem.
V té době bylo Dánsko relativně silným královstvím. Evropská politika 16. století se většinou točila okolo rozporů mezi katolickou a protestantskou církví takže bylo jasné, že Dánsko, silné, sjednocené luteránské království, bude zataženo do velké náboženské války pokud přijde. Třicetiletá válka byla nevyhnutelným následkem rozporů mezi církvemi a i Dánsko se rozhodlo bojovat za protestantskou církev. Bohužel pro Kristiána IV. se stala intervence dánské armády do Německa absolutním fiaskem a ještě k tomu se švédská intervence setkala s daleko větším úspěchem.
Kristián IV. je přesto označován za jednoho z největších dánských králů. Jeho vláda trvala velice dlouho, od roku 1588 až do 1648, a je znám jako architekt na dánském trůně, protože za jeho vlády byla postavena většina stavebních projektů, ke kterým se zavázal. Většina z nejznámějších staveb v Dánsku byla postavena právě za jeho vlády.
Po jeho smrti Dánsko vedlo katastrofální válku se Švédskem. Neobvykle tuhá zima, díky které zamrzly i některé z dánských úžin, dovolila švédským jednotkám překročit Sundskou úžinu suchou nohou a napadnout přímo Kodaň. Roskildský mír uzavřený v roce 1658 pak donutil Dánsko postoupit Švédsku tři ze svých nejbohatších provincií, Skåne s Blekinge, Halland a Bohuslän.

### Absolutismus
Díky katastrofálnímu výsledku války se Švédskem byl král Frederik III. nucen přesvědčit šlechtu vzdát se některých z jejich práv, jako například osvobození z placení daní. Tímto krokem začíná období absolutismu v Dánsku.
Léta absolutismu se v Dánsku značí centralizací moci do Kodaně, reorganizací vlády hierarchickým způsobem a ustanovení krále jako hlavního tvůrce vlády. Královští úředníci ovládali vládu stejně jako nová skupina byrokratů, která děsila především tradiční šlechtu, jejíž pravomoci se zkrátily jako nikdy dříve. Také vláda a právo bylo zmodernizováno během tohoto období - v roce 1683 byla všechna venkovská práva standardizována a sjednocena v Danske lov 1683.
Další modernizace zahrnují sjednocení všech váhových i délkových měr v celém království a zmapování a registrace zemědělské půdy. Takto utvořený zemědělský registr umožnil vládě začít bezprostředně vybírat daně od vlastníků půdy a povolovat jim vystěhování mimo oblast povinnosti platit daně za půdu.
Populace Dánska během tohoto období plynule rostla z 660 000 v roce 1660 na 700 000 v roce 1720 i přes ztrátu některých oblastí ve prospěch Švédska. V roce 1807 dosáhl počet obyvatel 978 000.
Snahy o různorodost hospodářství nezahrnující zemědělství ztroskotaly. Během tohoto období existovalo jen malé množství průmyslu a pokud, tak hlavně v Kodani. V pozdním 17. století se toto malé množství rozvinulo a začalo zásobovat armádu. Primárním vývozním trhem bylo Nizozemsko. Zemská šlechta čítala okolo 2000 členů, ale vlastnila více než polovinu země v Dánsku. Vesnická správa byla především stále v rukou mnoha vlastníků půdy a několika málo právem určených úředníků. V roce 1733 bylo zavedeno nevolnictví, vesničtí dělníci byli připoutáni k místu, kde se narodili. Lidé toto místo nemohli opustit bez povolení vlastníků půdy, na které žili. Teoreticky by toto mohlo vést k zavedení domobrany, ale i k zajištění levné pracovní síly pro vlastníky půdy. Nevolnictví bylo zrušeno v roce 1788 po iniciativě nové liberálnější buržoazní třídy sídlící v Kodani. Na konci 18. století se začaly uskutečňovat rozsáhlé zemědělské reformy. Starý systém nedělené orné půdy byl zrušen a mnoho malých farem se sloučilo do větších celků.
Celé 18. století si dánská ekonomika vedla velice dobře, nejvyšší růst zažila ke konci století díky rozšiřující se zemědělské produkci vzhledem k rozšiřujícím se požadavkům v Evropě. Dánské obchodní lodě také obchodovaly po celé Evropě a severním Atlantiku a pouštěly se i do cest do nových dánských kolonií v Karibiku.
Nový styl a osvícenské myšlenky se staly oblíbenými mezi dánskou střední třídou. Výsledkem byl zvyšující se zájem o osobní svobodu. Cenzura, která se hojně uplatňovala během 17. a 18. století, se v posledních 15 letech 18. století výrazně uvolnila. Ve stejné době se také začaly více rozšiřovat myšlenky dánského nacionalismu, objevil se hlavně nesouhlas s Němci a Nizozemci sloužícími na královském dvoře. Hrdost na národní jazyk a kulturu se výrazně zvýšila a byl přijat zákon, který cizincům zakazoval zastávat vládní posty. Nepřátelství mezi Němci a Dány od poloviny 18. století stále stoupalo.

### Kolonialismus

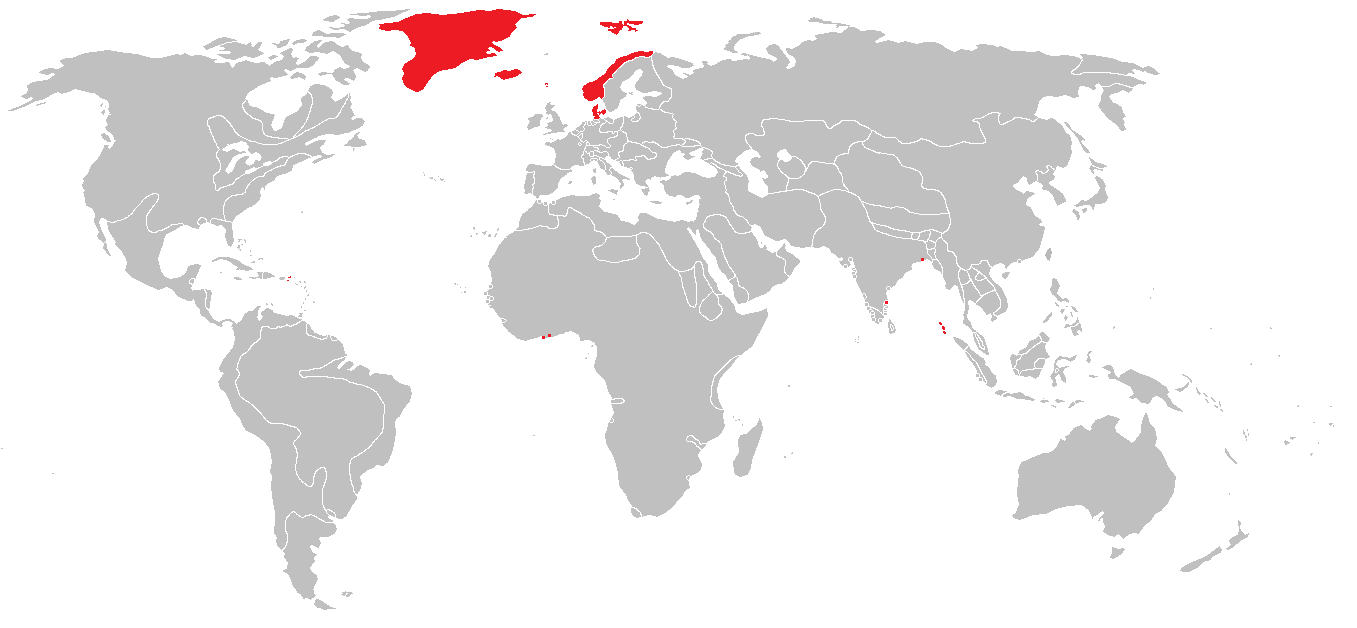
Mapa dánských koloniálních držav

Dánsko si uchovávalo několik kolonií mimo Skandinávii od 17. století až do 20. století. Kolonie mělo Dánsko společně s Norskem v severním Atlantiku – v Grónsku a na Islandu. Kristián IV. jako první vedl politiku expanzivního dánského zahraničního obchodu jako součást merkantilistické vlny, která zaplavila Evropu. První dánská kolonie byla založena v roce 1620 v Trankebaru na jižním pobřeží Indie a tato kolonie zůstala v držení Dánska více než 200 let. V karibské oblasti pak Dánsko založilo kolonie v roce 1671 na ostrově sv. Tomáše, v roce 1718 na ostrově sv. Jana a od Francie v roce 1733 odkoupilo kolonii na ostrově Saint Croix. Dánská Východoindická společnost sídlící v Trankebaru během svého největšího rozkvětu vyvážela společně se švédskou Východoindickou společností více čaje než britská Východoindická společnost. Více než 90 % takto dovezeného čaje bylo poté pašováno do Británie a z jeho prodeje měli Dánové obrovské zisky. Všechny východoindické společnosti postupně zanikly po začátku napoleonských válek. Další kolonie, pevnosti a základny Dánsko vlastnilo v západní Africe, které ale používalo hlavně při obchodu s otroky.

## 19. století

### Napoleonské války

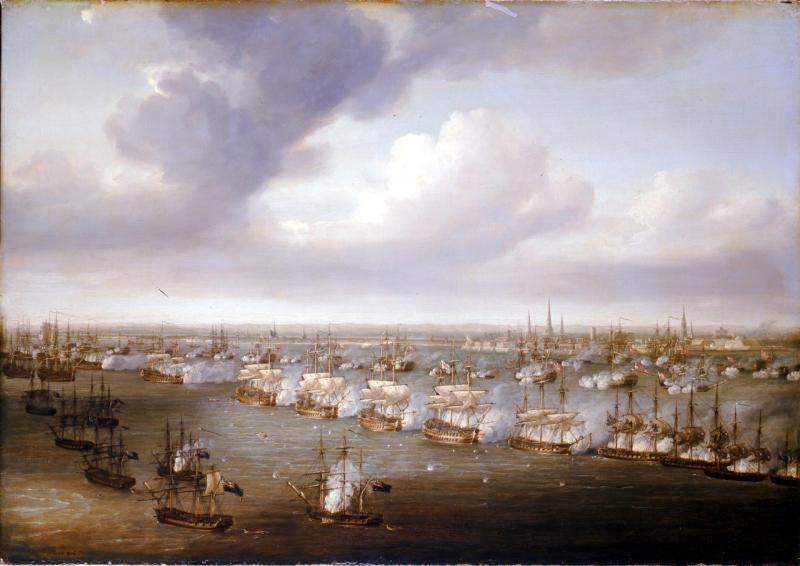
Bitva u Kodaně roku 1801

Silnou dánskou ekonomikou otřásly náklady na armádu a ztráty způsobené napoleonskými válkami. Britská flotila napadla Kodaň v roce 1801 (1. bitva o Kodaň) a to vedlo Dánsko ke spojení se s napoleonskou Francií. V roce 1807 byla Kodaň znovu napadena Brity (2. bitva o Kodaň), což vedlo až k tzv. válce dělových člunů.
Mírovou smlouvou z Kielu, podepsanou v roce 1814 bylo Norsko odňato Dánsku a připojeno ke Švédsku, které patřilo ke straně vítězů. Norové se ale vzbouřili, vyhlásili nezávislost a za krále si zvolili Kristiána Frederika (budoucího Kristiána VII.). S touto revolucí se ale Švédsko nesmířilo a vyhlásilo Norům válku. Kristián Frederik chtěl situaci vyřešit smírem, a tak navrhl, že se vzdá nároku na trůn, pokud bude Norsko akceptováno jako demokratický stát. To se stalo a Norsko se dostalo do personální unie se Švédskem.
Během tohoto období bylo Dánsko doslova zruinováno. Obchodníci během války prchli a většina obyvatelstva byla sužována nedostatkem jídla a peněz. Paradoxně je ale toto období označováno za zlatý věk dánské kultury – literatura, malířství a filozofie zažily velice plodné období. Nejvýznačnější dánští umělci jako jsou Hans Christian Andersen, Søren Kierkegaard, Bertel Thorvaldsen či Nikolaj Frederik Severin Grundtvig tvořili právě v tomto období.

### Nacionalismus a liberalismus
Dánské liberální a nacionalistické hnutí se začalo nejvíce rozvíjet ve 30. letech 19. století a po evropské vlně revolucí v roce 1848 se Dánsko po přijetí tzv. červnové ústavy (junigrundloven) 5. června 1849 stalo konstituční monarchií. Po vzrůstajících požadavcích buržoazie podílející se na vládě se král Frederik VII. rozhodl předejít vypuknutí krvavé revoluce, které se rozhořely jinde v Evropě, a přijal požadavky občanů. Nová ústava obsahovala rozdělení moci na tři složky a zajištění volebního práva všem mužům nad 25 let bez kriminální minulosti. Král byl ustanoven hlavou moci výkonné, moc zákonodárná se skládala z dvoukomorového parlamentu, v němž první komorou byl Folketing skládající se z členů volených z obyvatelstva a druhou byl Landsting, jehož členové byli voleni z vlastníků půdy. Dále byla samozřejmě vytvořena nezávislá soudní moc. V roce 1845 byla dánská kolonie v Indii, Trankebar, prodána Britům.

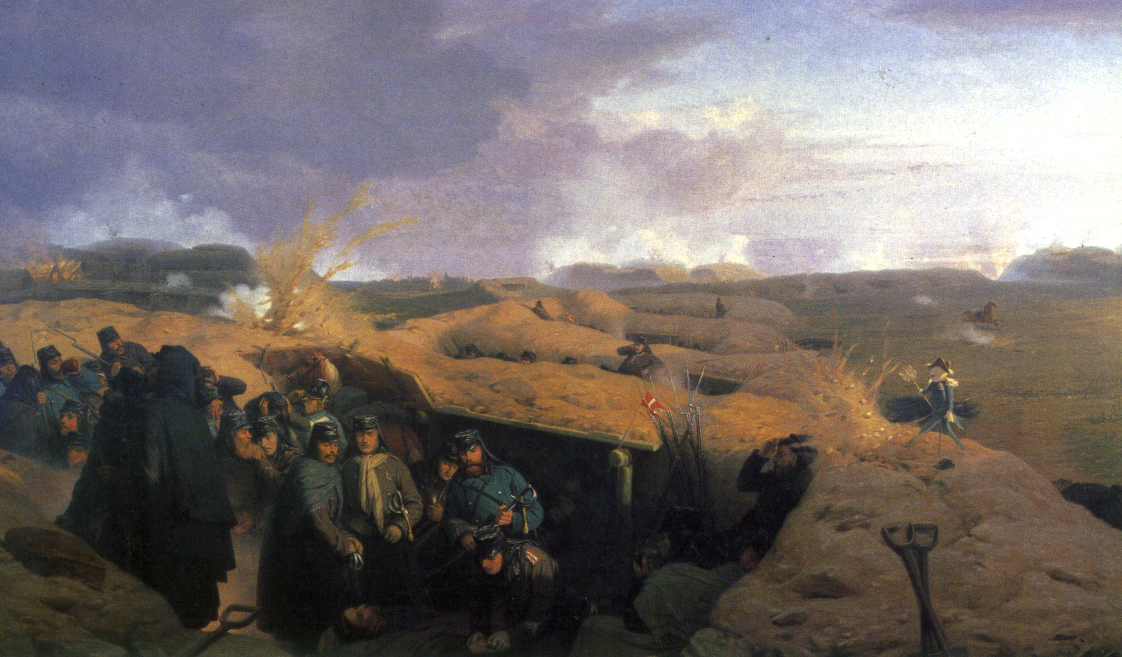
Bitva u Dybbølu v dubnu 1864, během druhé šlesvické války

Dánské království se po dlouhou dobu skládalo ze čtyř částí: Jutský poloostrov a k němu náležící ostrovy, které tvořily království a dále vévodství Šlesvicko a Holštýnsko, které byly v personální unii s Dánskem. Od začátku 18. století a stále více na začátku 19. století by Dánové rádi viděli vévodství jako plnou součást království. Tento pohled však nebyl sdílen s německou většinou žijící ve vévodstvích, která se nadšeně přidávala k liberálnímu a nacionalistickému hnutí známému jako šlesvicko-holštýnismus. Toto hnutí usilovalo o nezávislost na Dánsku. První válka o Šlesvicko-Holštýnsko byla podnícena konstitučními změnami v roce 1849 a díky intervenci Británie a dalších velmocí skončila statusem quo. V Dánsku se vedlo mnoho debat nad dalším postupem v otázce Šlesvicka a Holštýnska - nacionální liberalisté požadovali plné svázání Šlesvicka s Dánskem, Holštýnsku ponechali volbu zda se chtějí či nechtějí připojit. Nicméně mezinárodní události předběhly dánskou domácí politiku a Dánsko muselo v roce 1864 čelit válce s Pruskem a Rakouskem, která je známa jako druhá válka o Šlesvicko-Holštýnsko. Tyto oblasti se staly obětí velkých politických ambicí Otty von Bismarcka. Dánsko bylo nuceno postoupit celé Šlesvicko-Holštýnsko Prusku a přijalo politiku neutrality.
Válka byla silně traumatizující pro Dánsko jako národ, protože Dánové byli donuceni přehodnotit své místo ve světě. Ztráta Šlesvicka-Holštýnska byla poslední ze série územních ztrát pro dříve rozlehlé Dánské království. Četná bohatá území království byla ztracena ve prospěch Švédska a Německa, takže se národ musel zaměřit na rozvoj chudších částí země. V Jutsku se přešlo ke zdokonalení extenzivního zemědělství a objevila se nová forma nacionalismu, která vyzdvihovala „malý“ národ, tradici vesnického Dánska a snažila se vyhýbat touhám po zvětšování dánského území.

Louis Pio, organizátor dělnického hnutí a jeden ze zakladatelů sociálnědemokratické strany

Dvě koncepce internacionalismu a nacionalismu také byly důležitou součástí historie dánského dělnického hnutí, které nabralo sílu, když se sociální otázka začala spojovat s internacionalismem. Socialistická teorie a styk s organizací první internacionály, která sdružovala dělnická hnutí v mnoha zemích, připravila cestu pro dělnické hnutí i v Dánsku. Hlavní hybnou silou zde byl Louis Pio. V roce 1871 dělnické hnutí začalo vydávat Socialistické noviny následkem krvavé prohry pařížské komuny. V nich se vedla silná kampaň za nezávislé organizace pracovníků, které by existovali přímo pod vedením podniků, a za vznik samostatné dánské odnože internacionály. Tuto kampaň můžeme označit za základní stavební kámen vzniku dánské sociálně demokratické strany pod názvem Den Internationale Arbejderforening for Danmark (Mezinárodní dělnická asociace Dánska). Byla to kombinace odborové organizace a politické strany a obratně spojovala nacionalistické a internacionalistické prvky.
Louis Pio začal dělnický boj za mezinárodnost, protože podle jeho názoru i kdyby byli úspěšní ve všem – bez mezinárodnosti není žádný pokrok. Pokračoval v poukazování na spolupráci střední třídy přes hranice a jejich používání nacionalistické rétoriky jako zbraně proti dělníkům a jejich osvobozování.
Dánská sekce internacionály počala organizovat stávky a demonstrace za vyšší platy a sociální reformy – umírněné požadavky, ale dostatečně provokující zaměstnavatele a síly zákona a pořádku. Věci dostály vrcholu při bitvě o Falleden 5. května 1872, při níž byli zatčeni a obžalováni tři hlavní vůdci (Louis Pio, Poul Geleff a Harald Brix) za vlastizradu.
Tito tři poté opustili Dánsko a odešli do Spojených států, kde vytvořili krátce fungující socialistickou kolonii blízko městečka Hays v Kansasu, která však nebyla úspěšná, byla vytvořena v roce 1877 a ve stejném roce se i rozpadla. Kolonii obývalo celkem osmnáct lidí, ženatí i svobodní. Majetek byl po rozpadu prodán a výdělek se rozdělil mezi kolonisty – každý dostal okolo 30 dolarů.
Nově vzniklá politická situace v Dánsku, založená hlavně na nové ústavě, byla nebezpečná především pro již existující elitu, a to hlavně kvůli snaze rolnictva vládnout. Prostí muži s nízkým vzděláním nahrazovali profesory a profesionály na důležitých postech. Rolnictvo společně s liberálními i radikálními obyvateli měst získalo většinu křesel ve Folketingu a dokonce se pomocí ústavních změn snažilo ovládnout i Landsting. Levicová strana Venstre měla být požádána o sestavení vlády, ale král, stále hlava moci výkonné, odmítl. Poté následovala ústavní krize, která skončila až v roce 1901 představením parlamentní vlády. Bylo rozhodnuto, že žádná vláda nebude usilovat o prosazování zákonů, s kterými nesouhlasí většina parlamentu.

### Měnová unie

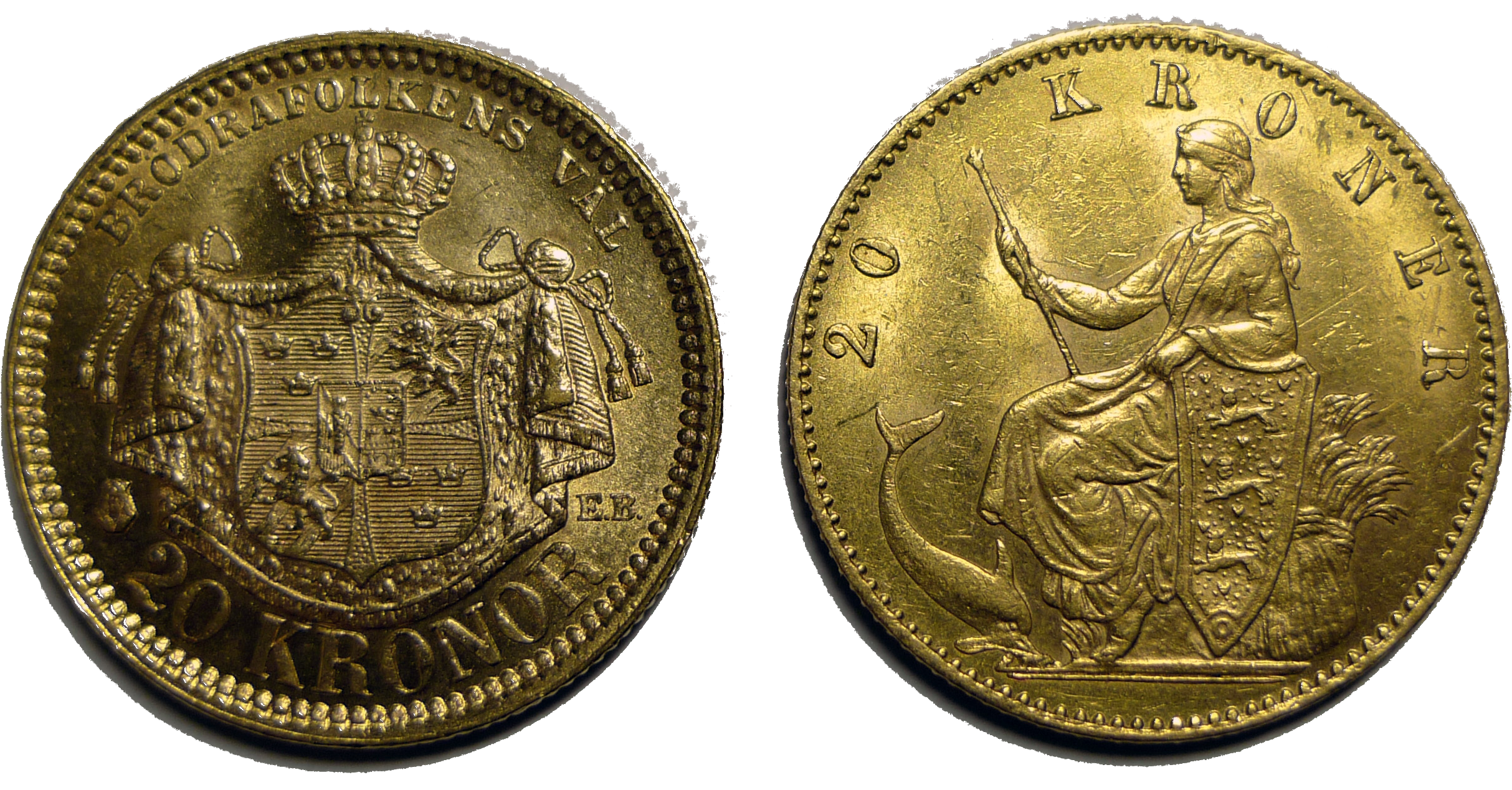
Dvě zlaté 20korunové mince Skandinávské měnové unie, založené na zlatém standardu. Vlevo je mince švédská, vpravo dánská

Skandinávská měnová unie byla utvořena Švédskem a Dánskem 5. května 1873 navázáním měny obou zemí na stejnou hmotnost zlata. Norsko, které bylo v personální unii se Švédskem, vstoupilo do unie o dva roky později a i jeho měna se svázala s měnou Dánska a Švédska. Měnová unie byla jednou z mála zřejmých výsledků skandinavistického politického hnutí 19. století.
Unie zajišťovala pevné výměnné kurzy a stabilitu měny, ale členské země formálně pokračovaly ve vydávání své vlastní měny.
Vypuknutí první světové války vedlo k rozpadu měnové unie – Švédsko 2. srpna 1914 opustilo zlatý standard a bez stabilního směnného kurzu volný oběh peněz skončil.

## 20. století

### Počátek 20. století
V prvních desetiletích 20. století spolu vládly nová radikální strana a stará strana Venstre. Během jejich vlády bylo umožněno volit i ženám (1915, tzv. 1. revize ústavy), jedny z posledních dánských kolonií (ostrovy sv. Jana, sv. Tomáše a Saint Croix) byly prodány Spojeným státům a Dánsko zavedlo důležité sociální, dělnické a tržní reformy.
Dánsko zůstalo neutrální během 1. světové války, přesto tento konflikt zemi ovlivnil. Značně se rozšířilo šmelinářství, jelikož byl obchod narušen válkou a po ní následující finanční nestabilitou v Evropě. Porážka Německa a Versailleská smlouva dala mandát k šlesvickému plebiscitu, v kterém bylo rozhodnuto o připojení severní části Šlesvicka k Dánsku. Král a část opozice vyčítal ministerskému předsedovi Karlu Teodorovi Zahlemu, že nevytěžil z porážky Německa ještě další území pro Dánsko, například ta, která Dánsko ztratilo ve druhé válce o Šlesvicko-Holštýnsko. Král věřil v podporu lidu k jeho výhradám k ministerskému předsedovi a zavrhl Zahleho vládu, což vedlo až k tzv. Velikonoční krizi v roce 1920. Jejím výsledkem byl králův slib, že již nebude přímo zasahovat do politiky a tento slib byl králem od té doby dodržován i přesto, že omezení jeho pravomocí nebylo zakotveno v ústavě.
Ve volbách v roce 1924 získala nejvíce hlasů sociálně-demokratická strana pod vedením charismatického Thorvalda Stauninga a u vlády se tato strana udržela až do roku 2001. Thorvald Stauning spolupracoval s některými buržoazními stranami, čímž si jeho strana ještě více upevnila své hlavní slovo na politickém poli. Zprostředkoval také důležité jednání ve 30. letech, které vedlo ke konci hospodářské krize v Dánsku a také položilo základy sociálního státu.
Navzdory své deklarované nezávislosti na začátku 2. světové války a uzavření dohody o neútočení s nacistickým Německem bylo Dánsko 9. dubna 1940 napadeno Wehrmachtem (operace Weserübung) a bylo okupováno až do 5. května 1945. Okupace Dánska byla ze začátku unikátní ve své mírnosti (přestože po německé invazi do Sovětského svazu byla zakázána komunistická strana). Nová koaliční vláda se pokoušela ochránit obyvatele před nacistickými zákony kompromisními řešeními. Folketingu bylo stále povoleno zasedat, policie byla stále pod dánskou kontrolou a nacističtí činitelé byli na jeden krok vzdálení od obyvatelstva. Nicméně nacistické Německo začalo požadovat ukončení tolerance k dánské vládě a tak musela v roce 1943 rezignovat a Němci získali plnou kontrolu nad Dánskem. Po tomto kroku začalo proti okupačním silám vzrůstat silné hnutí odporu. Ke konci války bylo pro nacistické Německo stále těžší mít Dánsko pod kontrolou, ale země byla plně osvobozena až příchodem spojeneckých jednotek dorazivších na konci války.
Pozoruhodný byl také přesun většiny dánských židů do Švédska v roce 1943, když nacistické jednotky hrozily jejich deportací do koncentračních táborů.

### Politika v poválečné období
Rok 1953 vedl v Dánsku k dalším politickým změnám – k tzv. 2. revizi ústavy, kdy byl zrušen Landsting, zrovnoprávněno Grónsko a Faerské ostrovy a bylo povoleno nástupnictví na trůn v ženské linii.
Po válce s uvědoměním si nové hrozby ze strany SSSR a s poučením Dánska z událostí 2. světové války, dánská vláda upustila od neutrální politiky. Dánsko se stalo zakládajícím členem Organizace spojených národů a jedním z prvních členů Severoatlantické aliance (NATO), přestože se původně chtělo pokusit o vytvoření aliance jen s Norskem a Švédskem. Severská rada byla vytvořena až později ke koordinaci severské politiky. V roce 1973 pak Dánové v referendu odsouhlasili vstup země do Evropského hospodářského společenství, předchůdce dnešní Evropské unie, Maastrichtskou dohodu ale podepsali až v roce 1993, když jim byla zaručena výjimka týkající se společné obrany a měnových opatření. V roce 2000 byla parlamentem schválena společná evropská měna – Euro – aby byla hned následně odmítnuta v referendu.

### Vzpoura proti autoritám
V 60. a 70. letech došlo v Dánsku k tzv. vzpouře proti autoritám – vše začali studenti vysokých škol, kteří začali tykat svým profesorům, protože to považovali za jeden krok k zrovnoprávnění studentů a profesorů. Od té doby vykání z běžné řeči v Dánsku prakticky vymizelo. Dále studenti požadovali podíl na spolurozhodování na univerzitách, což vedlo až k zrušení profesorského absolutismu a studenti mohli zasednout do univerzitních rad. Tato studentská revoluce vedla i k zpřístupnění univerzit chudším studentům a k založení tzv. univerzitních center v Roskilde (1972) a v Ålborgu (1974).